# Sai'vion Jones
Sai'vion Jones (Vacherie, 3 luglio 2003) è un giocatore di football americano statunitense che milita nel ruolo di defensive end per i Denver Broncos della National Football League (NFL).

## Carriera universitaria
Nella sua prima stagione a LSU nel 2021, Jones disputò 11 partite, mettendo a segno 3 tackle. Nel 2022 disputò come titolare 3 gare su 13, con 23 placcaggi e 4,5 sack. Nel 2023 disputò tutte le 13 partite come titolare, terminando con 33 tackle e 2,5 sack. Nel 2024 annunciò che avrebbe fatto ritorno a LSU per un'ultima stagione.

## Carriera professionistica

### Denver Broncos
Jones fu scelto nel corso del terzo giro (101º assoluto) del Draft NFL 2025 dai Denver Broncos.